# Иванов, Андрей Спартакович
Андрей Спартакович Иванов (родился 2 апреля 1959 года, Ленинград, СССР) — советский и российский композитор, музыкант, сценарист.

## Биография
В 1976 году закончил физико-математическую школу № 239 г. Ленинграда (сейчас Президентский физико-математический лицей).
В 1976-1977 годах учился на математико-механическом факультете Ленинградского государственного университета имени А. А. Жданова (отделение кибернетики).
В 1977 году поступил в  Музыкальное училище  имени М. П. Мусоргского по классу гитары.
C 1977 по 1979 год — служба в Советской армии.
В 1980 году поступил на экономический факультет ЛГУ имени А. А. Жданова, закончил в 1986 году. Специальность – «Политическая экономия», преподаватель политэкономии.
С 1984 года стал писать песни для Аллы Пугачёвой, Михаила Боярского, Валерия Леонтьева, Михаила Шуфутинского, группы «На-На» и многих других.
В 1990-е годы активно занимался концертной деятельностью, начал работать в телесериалах в качестве композитора и сценариста. Особую популярность приобрело его творчество в сериалах «Улицы разбитых фонарей» (написал музыку к 120 сериям и в соавторстве с Дмитрием Рубиным сценарии к 20 сериям). В соавторстве с Дмитрием Рубиным Андрей Иванов написал также сценарии к 12 сериям телесериала «Бандитский Петербург» и мюзиклу «Кентервильское привидение», выпустил два альбома с Михаилом Боярским («Встреча в пути» и «Долгий путь») и два альбома с Татьяной Булановой.
Живёт и работает в Санкт-Петербурге.

## Фильмография

### Композитор
- 1998 год — 2008 год — «Улицы разбитых фонарей»
- 2005 год — «Решение проблем»
- 2008 год — «Любовь ещё быть может»
- 2009 год — «Роковое сходство»

### Сценарист
- 1998—2008 — «Улицы разбитых фонарей»
- 2005—2013 год — «Кулагин и партнёры»
- 2006 год — «Голландский пассаж»
- 2009 год — «Роковое сходство»
- 2009 год — «Морские дьяволы-3»
- 2010 год — «Страховщики»
- 2011 год — «Супруги-2»

### Роли в кино
- 1998 год —  «Улицы разбитых фонарей-1 (30-я серия)» — подручный Спикера
- 1999 год —  «Улицы разбитых фонарей-2 (15-я и 16-я серии)» — композитор Тани Булановой
- 1998 — 2008 — «Чёрный ворон» — эпизод
- 2005 год —  «Улицы разбитых фонарей-7 (17-я серия)» — музыкант
- 2006 год —  «Викинг» — Дугаев

## Авторская дискография
- 1999 год — Михаил Боярский «Встреча в пути», (CD)[3]
- 2001 год — Татьяна Буланова «День рождения», (CD)
- 2003 год — Татьяна Буланова «Любовь», (CD)
- 2003 год — Михаил Боярский «Долгий путь», (CD)[4]

## Мюзиклы
- 2002—2003 — «Кентервильское привидение».

## Избранные песни
- «Встреча в пути» (слова Дмитрия Рубина), исполняют Алла Пугачёва, Михаил Боярский
- «Моим друзьям» (слова Дмитрия Рубина), исполняют Михаил Боярский, Валерий Леонтьев
- «Последний раз» (слова Дмитрия Рубина), исполняет Михаил Боярский
- «Свиданье с прошлым» (слова Дмитрия Рубина), исполняет Михаил Боярский
- «Солдат» (слова Дмитрия Рубина), исполняет Михаил Боярский
- «Вчерашний боец» (слова Дмитрия Рубина), исполняет Михаил Боярский
- «Приходит Новый год» (слова Дмитрия Рубина), исполняет Михаил Боярский
- «Прошлое» (слова Дмитрия Рубина), исполняет Михаил Боярский
- «Долгий путь» (слова Дмитрия Рубина), исполняет Михаил Боярский
- «Время прощаться» (слова Дмитрия Рубина), исполняет Михаил Боярский
- «Единственный дом» (слова Дмитрия Рубина), исполняют Михаил Боярский и Татьяна Буланова
- «Молодой человек, пригласите танцевать» (слова Дмитрия Рубина), исполняет Алла Пугачёва
- «Пустынный пляж» (слова Дмитрия Рубина), исполняет группа «На-На»
- «Самогончик» (слова Дмитрия Рубина), исполняет Михаил Шуфутинский
- «Маринка» (слова Дмитрия Рубина), исполняет Михаил Шуфутинский
- «Встреча» (слова Дмитрия Рубина), исполняет Татьяна Буланова
- «Зима» (слова Дмитрия Рубина), исполняет Татьяна Буланова
- «На карнавал» (слова Дмитрия Рубина), исполняет Татьяна Буланова[4][5]

## Общественная деятельность
В 2016 году баллотировался в депутаты Государственной думы от партии "Родина" по 211-му (Восточному) избирательному округу в Санкт-Петербурге, а также первым номером в составе списка партии "Родина" по одной из региональных групп в Санкт-Петербурге. В одномандатном округе набрал 3,65 % голосов.